# Pardoglossum
Pardoglossum es un género de plantas con flores perteneciente a la familia Boraginaceae. Comprende cinco especies descritas y de estas solo 10 aceptadas.

## Taxonomía
El género fue descrito por Barbier & Mathez y publicado en Candollea 28(2): 305. 1973. La especie tipo es: Pardoglossum atlanticum (Pit.) Barbier & Mathez	

## Especies aceptadas
A continuación se brinda un listado de las especies del género Pardoglossum aceptadas hasta septiembre de 2013, ordenadas alfabéticamente. Para cada una se indica el nombre binomial seguido del autor, abreviado según las convenciones y usos.
- Pardoglossum atlanticum (Pit.) Barbier & Mathez
- Pardoglossum cheirifolium  (L.) Barbier & Mathez
- Pardoglossum lanatum  (L.) Barbier & Mathez
- Pardoglossum tubiflorum Barbier & Mathez
- Pardoglossum watieri Barbier & Mathez